# IMac

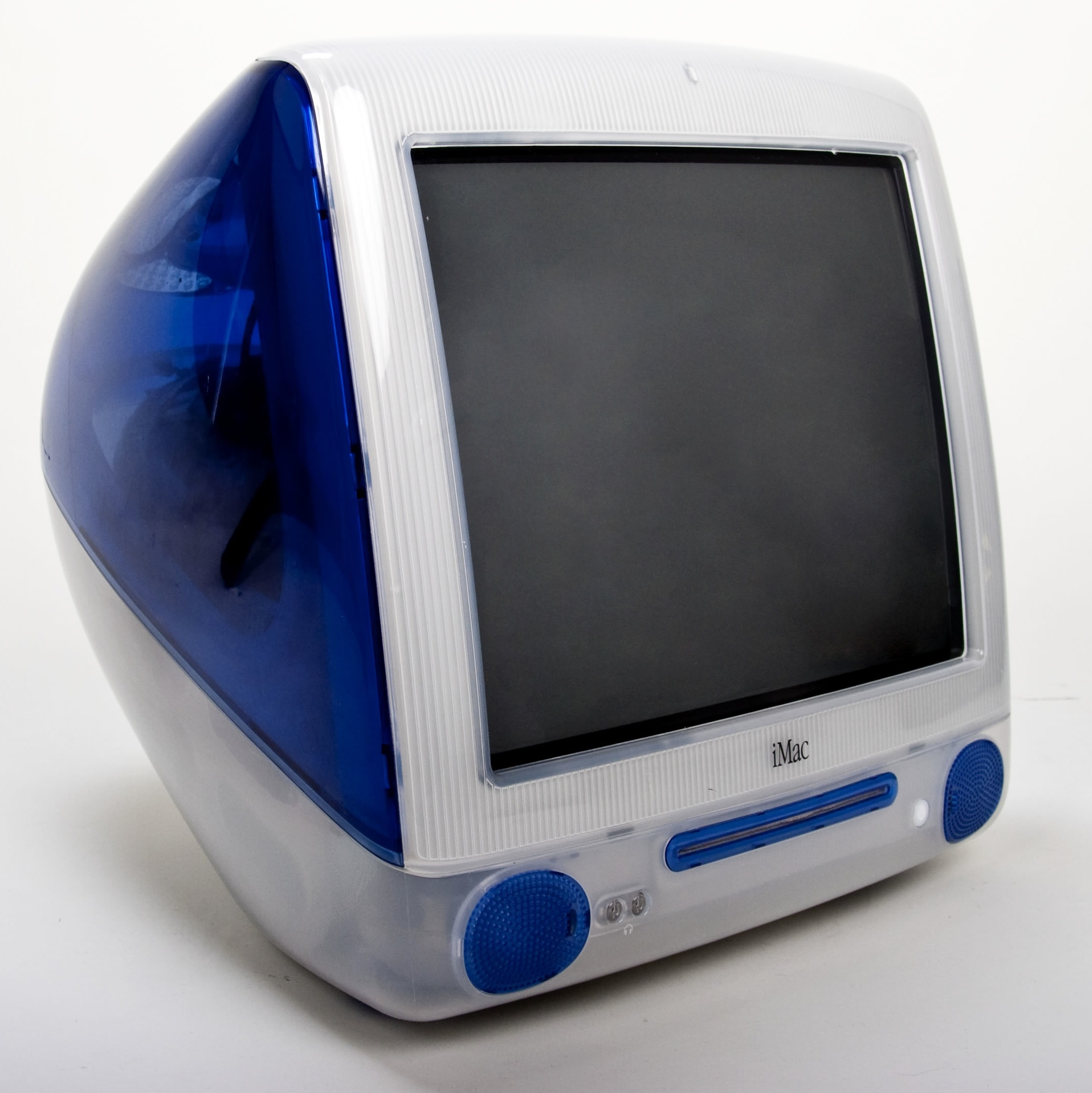
iMac DV（Slot Loading）

iMac（アイマック）は、1998年8月15日（日本語版は8月29日）に発売されたパーソナルコンピュータ、およびMacのディスプレイ一体型デスクトップ機のシリーズに付けられた名称。
デザインや内部アーキテクチャは当初のものから大きく変化しているが、2024年時点でもディスプレイ一体型デスクトップ機として販売されており、ノートタイプのMacBookとともに、Apple社の主軸をなす商品である。
スティーブ・ジョブズが1997年9月16日にiCEO（Interim CEO）として復帰した後のApple社は、iMac発売後、iBook、iPod、iPhone、iPadを発売しており、iMacは、同社の「i」を冠する製品のラインナップの源流に位置付けられる（「i」の意味するところは、internet, individual, instruct, inform, inspire）。命名は、ケン・シーガルによるもの。

## 概要
ギル・アメリオCEOの元で開発が始まったとされているが、デザインの責任者ジョナサン・アイブによると開発当初から、（NeXT社買収でAppleに復帰した）スティーブ・ジョブズが主導した製品であり、ラディカルなデザインのiMacはパソコンの歴史においてエポックメイキングなものとなった。開発はApple社内のごく限られた人数で構成されたチームにより極秘裏に進められ、1998年5月6日に行われたジョブズによる発表会で初めてiMacの存在を知った社員がほとんどであった。

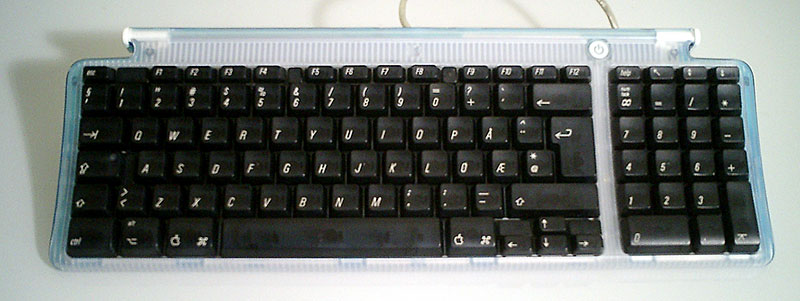
Apple USBキーボード

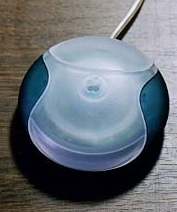
iMac G3に付属していたマウス

15インチCRTを装備した一体型のケース、キーボード、マウス、果ては電源ケーブル、付属のモジュラーケーブルにいたるまで半透明（トランスルーセント）で統一された斬新なデザインや、ボンダイブルー（Appleのデザイナー、ダニー·コスターによる造語。シドニーにあるボンダイビーチから）と呼ばれた印象的なカラー、1億ドルを超える大規模マーケティングキャンペーンが展開されたこと、178,000円（当時）という低価格が広く受け入れられ（2001年1月には78,000円まで値下げされたモデルもある）、4ヶ月で80万台出荷というヒット商品となり、それまで経営危機が囁かれていたAppleの復活を強く印象づけた（実際には1998年第1四半期に黒字化している）。
従来のパソコンのイメージを覆す大胆なデザイン（eMate 300のデザインコンセプトを継承したもの）はその後の半透明グッズブームの発端となった。
初代のiMacは、Appleがレガシーデバイスと考えたもの（RS-422シリアルポート、フロッピーディスク、ADB、SCSI）を廃し、USBを全面的に採用するという斬新な仕様で発売された。iMacがUSBを全面採用したことで、USBを採用した周辺機器が次々に発売され、USBの普及が加速的に進んだ。
なお、ディスプレイ内蔵のオールインワンタイプ・パソコンは、Macintosh 128Kから始まったMacintoshの原点とも言うべきものであるが、Macintosh II以降の上位機種にはモジュラー型が採用されたため、一体型は廉価版と位置付けられるようになり、長らく地味な存在であった。しかしiMacシリーズには従来のパソコンにはないインテリア性があり、しかも初代iMacは上位機種DTシリーズと同じCPUを採用しており、従来の一体型Macintosh（Performaシリーズ）とは一線を画すものであった。iMacは、当時の急速なインターネットの普及という追い風を受け、一般家庭向けのネット端末というニーズにあった製品として、おおいに売上を伸ばした。

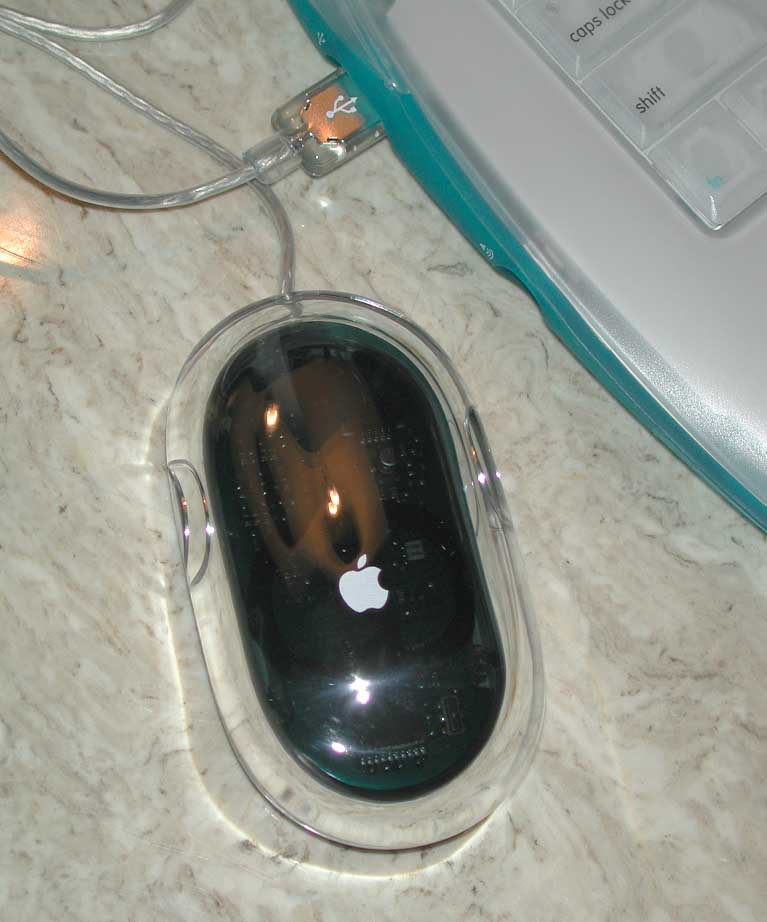
Apple Proマウス

iMacと同様のコンセプトは、一頃は他の企業から発売された幾つかのPC/AT互換機で採用されたが、これらが余りにもiMacのデザインを露骨に模倣していたため問題となった（後述）。

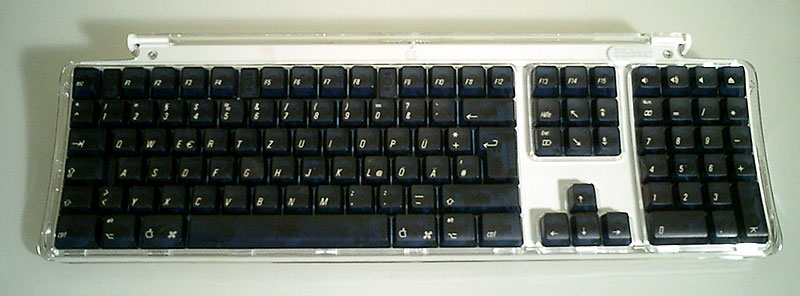
Apple Proキーボード

iMacは1998年10月のマイナーチェンジの後、1999年1月にはボディーカラー5色化、さらに同年秋のiMac (Slot Loading)へのモデルチェンジでは一見初代iMacに似ているものの、冷却ファンが廃止され、通常のDIMMメモリやAirMacカードの増設が簡単にできるようされるなど、従来よりブラッシュアップされたものであった。また各色ごとをやめ、透明に黒を配したApple Proマウス、ProキーボードがPower Mac G4, G4 Cubeとともに統一して付属するようになった。
2002年には液晶ディスプレイ一体型にフルモデルチェンジ、CPUにもPowerPC G4が搭載された。なお初期型のブラウン管を搭載したシルエットは、液晶ディスプレイ採用で価格が押し上がったために空いた価格帯を埋めるeMacに継承されたが、2005年には販売終了した。2004年にはPowerPC G5を搭載したiMac G5となり、液晶ディスプレイにパソコンが内蔵されたような薄型のデザインになった。
2006年にはCPUがインテルのCore Duoに変更された。インテルCPUへの切り替え後は、他社の同レベルのディスプレイ一体型デスクトップ機に比較して高い価格競争力を持ち、Appleの主軸商品として、成長の原動力になっているという。
2021年4月20日には24インチ4.5K RetinaディスプレイとApple M1を採用したモデルを発表しAppleシリコンへ切り替えた。
「iMac」そのものは、当初のものと現行のものでは、外観および内部のデザインや設計が大きく変貌しているが、ディスプレイ一体型のデスクトップ機という商品コンセプトは、発売当初から一貫して守られている一方で、商品の位置づけは多種展開により家庭用-プロ向けと幅広く変化している。

## 特長
それまで市場で販売されていたデスクトップ型のパーソナルコンピュータは、機能の優先や拡張性の確保のため、箱形の筐体をしたものが多かった。これはPC/AT互換機に限らずAppleの製品でも同じで、iMac発売当時に並販されていたPower Macintosh G3 DT, MTも箱形のデザインであった。また筐体色はアイボリーやブラックが多かったが、一方でマンハッタンシェイプと呼ばれたX68000や「ハイパーメディアパソコン」FM Townsといったデザインが一般的な箱型と異なるグレーの筐体を用いたものや、1997年に発売を開始したソニーのVAIOにバイオレット（紫色）が用いられ「VAIOカラー」と呼ばれるなどがあった。
iMacが発表された際には、白と半透明のブルーを使った「色」、箱形を脱して曲線を多用した「形」、また当時コンピュータを買う目的の一つであったインターネットへ接続するまでの購入時・後のユーザーの煩雑さ（周辺機器の購入や接続）低減に効果のあったディスプレイやキーボード、マウス、モデムといった周辺機器の内蔵もしくは付属によって、製品を箱から出して付属のコード数本を繋ぎ、電源を入れた後に通信契約を行えばインターネットへ簡単に繋げることができる「シンプルさ」が着目され、メディアでは「斬新なデザイン」と評された。

### 色

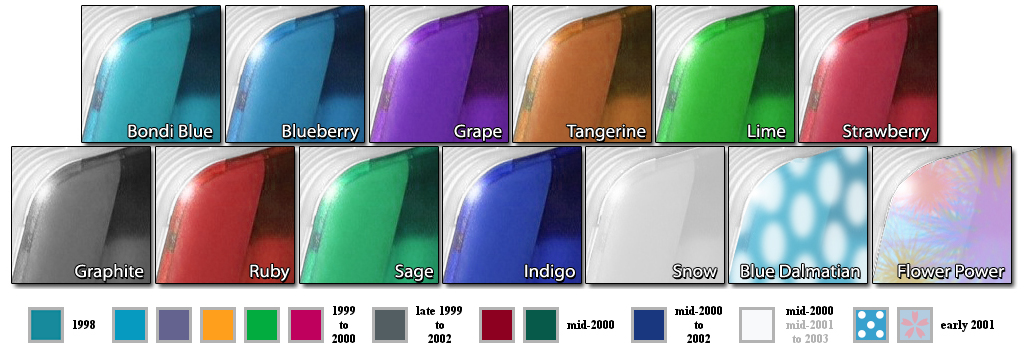
iMac G3シリーズに展開されたカラーバリエーション

ボンダイブルー（en）1色で販売を開始した初代iMacは、その後「キャンディーカラー」と呼ばれる多色展開を行った。人気色が品薄になったりもした。筐体の素材にはポリカーボネートが主に使用された。2002年のiMac G4発売に合わせて白を基調としたデザインに変更、2007年8月に発売となったiMac (インテルベース)からはシルバー（アルミニウム）へと変更された。

### 形
発売当初のCRTを搭載したiMacは、筐体デザインに配慮した変形五角形の専用品を使用している。この初代iMacのデザインは、日本国内で1998年度グッドデザイン賞の家庭用メディア部門にて同賞を受賞している。
2002年のiMac G4発売に伴い、製品全体の大幅なデザイン変更が実施された。ディスプレイは液晶となり、半球状の本体から伸びた可動式アームの先にディスプレイが取り付けられた。それまでのCRT型のデザインコンセプトはeMacのシルエットに引き継がれた。2004年発売のiMac G5で液晶一体型で薄型のデザインにモデルチェンジしている。
このほかにも、発売当初から最新のモデルまで本体表面や内部のパーツおよび構造、付属品、ソフトウェアなど数多くのマイナーチェンジが都度施されている。

### コンセプトの波及
iMacの色の特徴であるトランスルーセント（半透明）のデザインコンセプトは、コンピュータ業界のみならず、家電業界や文具等のデザインにも影響を与えた。この流れのなかでフューチャーパワー社 (Future Power) の「E-Power」や、eMachines社の「eOne」、ソーテック社の「e-one」などiMacのコンセプトを大きく取り入れたデスクトップ型パーソナルコンピュータが出回った。Appleは意匠権の保護を求めて提訴し、裁判所から製造と販売の差し止め命令が下されたり、あるいは和解の後にiMacで使われたカラー以外への切り替えがおこなわれた。
1999年にAppleは同じコンセプトのノート型パソコンiBookを発表する。その後もiTunes、iPod、iPhoneなど、Appleの製品やサービスに「i」を付けたものが続いた（→小文字のi）。

## 歴代モデル

### iMac G3（第一世代）
トレイローディング方式のCD-ROMドライブを持つ初期のシリーズ。Rev.A、Rev.B、Rev.C、Rev.Dの四種類がある（Rev.は"Revision"の略）。初のNew World ROM搭載Macintosh。
iMac 233MHz (Rev.A)
このシリーズのRev.AとBのみ、前面左スピーカー横にirDAを持つ。また、公式にAppleは発表していないが、内部に通称メザニンスロットという拡張スロットを持つ。サードパーティー製の拡張カードにより、SCSIやFireWireの拡張が出来た。ロジックボードの設計は当時最新のPower Macintosh G3 DT, MTが採用するGossamarアーキテクチャをベースにしたものを採用しており、ローエンドながら十分な処理能力を発揮できた。1998年グッドデザイン賞受賞。発売日は米では1998年8月15日、日本では8月29日。カラーはBondi Blue (ボンダイブルー)。
iMac 233MHz (Rev.B)
Rev.Aの発売から、わずか二ヶ月での登場で、VRAMが6MBに（Rev.Aは2MB）、バンドルソフトの変更、グラフィックチップが「ATI RAGE PRO」へ、OSが8.1から8.5へと変更された。またメザニンスロットは廃止された（スロットが残った物も存在する）。Rev.Aも同価格でしばらく併売されている時期があった。しかし、外観、外箱等もRev.A、Rev.Bともに同じであった。発売日は1998年10月。カラーはボンダイブルー。
iMac 266MHz (Rev.C)
背面、キーボード、マウスの色ラインナップがキャンディーカラーの5色（タンジェリン、グレープ、ライム、ストロベリー、ブルーベリー）になった。1999年度グッドデザイン賞金賞受賞。発売日は1999年1月24日。
iMac 333MHz (Rev.D)
Rev.Cのマイナーチェンジ版。発売日は1999年4月。引き続きキャンディカラー（タンジェリン、グレープ、ライム、ストロベリー、ブルーベリー）
| 項目              | Rev. A                               | Rev. B                               | Rev. C                               | Rev. D                               |
| ----------------- | ------------------------------------ | ------------------------------------ | ------------------------------------ | ------------------------------------ |
| 製品番号          | M6709J/A                             | M6709J/B                             | ?                                    |                                      |
| 価格              | 178,000円 $1,299                     | 178,000円→128,000円                  | 158,000円                            | 158,000円                            |
| CPU               | PowerPC 750                          | PowerPC 750                          | PowerPC 750                          | PowerPC 750                          |
| CPUクロック周波数 | 233MHz                               | 233MHz                               | 266MHz                               | 333MHz                               |
| 内蔵ディスプレイ  | 15インチCRT 最大1024x768ピクセル表示 | 15インチCRT 最大1024x768ピクセル表示 | 15インチCRT 最大1024x768ピクセル表示 | 15インチCRT 最大1024x768ピクセル表示 |
| GPU               | ATI Rage IIc 2MB                     | ATI Rage Pro 6MB                     | ATI Rage Pro Turbo 6MB               | ATI Rage Pro Turbo 6MB               |
| RAM               | 標準32MB搭載、最大128MB              | 標準32MB搭載、最大128MB              | 標準32MB搭載、最大256MB              | 標準32MB搭載、最大256MB              |
| RAM               | (非公式に最大384MB)                  | (非公式に最大512MB)                  | (非公式に最大512MB)                  | (非公式に最大512MB)                  |
| RAM               | 2スロット PC66 SDRAM SO-DIMM         |                                      |                                      |                                      |
| HDD               | 3.5インチ EIDE                       | 3.5インチ EIDE                       | 3.5インチ EIDE                       | 3.5インチ EIDE                       |
| HDD               | 4GB                                  | 4GB                                  | 6GB                                  | 6GB                                  |
| USB 1.1           | 2ポート                              | 2ポート                              | 2ポート                              | 2ポート                              |
| 内蔵モデム        | V90対応、56Kbps                      | V90対応、56Kbps                      | V90対応、56Kbps                      | V90対応、56Kbps                      |
| 内蔵イーサネット  | 10/100Base-T                         | 10/100Base-T                         | 10/100Base-T                         | 10/100Base-T                         |
| 初期搭載OS        | Mac OS 8.1（専用版）                 | Mac OS 8.5                           | Mac OS 8.5.1                         | Mac OS 8.6                           |
| 最終対応OS        | Mac OS X v10.3.9                     | Mac OS X v10.3.9                     | Mac OS X v10.3.9                     | Mac OS X v10.3.9                     |

### iMac DV系 （スロットローディング）

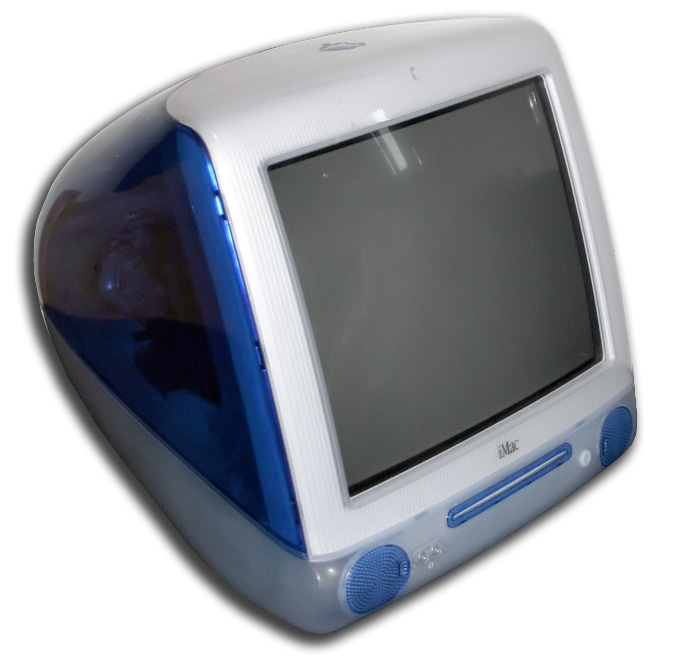
iMac（Slot Loading）

1999年10月5日に発表されたiMacは、通称 iMac DV系または「slot loading」と呼ばれる。外観的には透明度の高いつややかな半透明ボディが特徴で、スロットローディングタイプのCD-ROM(またはDVD-ROMドライブ、CD-RWドライブ)になった。デスクトップパソコンとしてはMacintosh Plusまでの初期型Macintosh以来となる完全ファンレスの設計で、ハーマン・カードンの高音質ステレオスピーカーが標準搭載された。一部の下位機種を除き、FireWireが標準搭載された。ロジックボードの設計はグラフィック回路を内部的にそれまでのPCI接続からAGP接続するPower Mac G4(AGP)ベースのものになり、コンピュータとしての設計は以前のものと比べ一世代新しいものに刷新されている。このiMacからCPUはロジックボードに直付けになりRev.DまでのようにサードパーティーでのCPUアップグレードカードなどでのCPUの交換はできなくなった。発売日は米では1999年10月5日、日本では10月16日。
iMac (Slot Loading)
- iMac (ブルーベリー)
- iMac DV (タンジェリン、グレープ、ライム、ストロベリー、ブルーベリー)
- iMac DV Special Edition (グラファイト)

iMac (Summer 2000) 
グラファイトカラーの成功を受け、渋く落ち着いたトーンの半透明ポリカーボネートと無色のクリア素材を組み合わせ、透明感を強調したデザインとなった。キーボードは大型化し、パワーオンキー機能が取り払われたApple Pro Keyboardが付属、業界に先駆けて光学式マウス, Apple Pro Mouseも付属していた。2000年7月19日発表、7月28日発売。
- iMac (Indigo)
- iMac DV (Indigo、Ruby)
- iMac DV+ (Indigo、Ruby、Sage)
- iMac DV Special Edition (Graphite、Snow)

iMac (Early 2001)
2001年2月のモデルチェンジは前代未聞の柄付きモデルが追加された。Flower Powerは花柄、Blue Dalmatianは水玉模様である。ユーザの声を受け、光学ドライブをDVD-ROMドライブからCD-RWドライブに変更した。また下位機種以外ではCPUに2次キャッシュを内蔵したPowerPC 750CXEを新たに採用した。2001年2月22日発表、2月24日発売。
- Indigo, Graphite, Flower Power, Blue Dalmatian

iMac (Summer 2001) 
2001年7月にモデルチェンジ。2001年7月18日発表、7月20日発売。
- iMac 500/600/700
- Indigo, Graphite, Snow

| 項目              | Slot Loading                                                   | Summer 2000                                                    | Early 2001                                        | Early 2001                                        | Summer 2001                                       |
| ----------------- | -------------------------------------------------------------- | -------------------------------------------------------------- | ------------------------------------------------- | ------------------------------------------------- | ------------------------------------------------- |
| CPU               | PowerPC 750L                                                   | PowerPC 750CX                                                  | PowerPC 750CX                                     | PowerPC 750CXe                                    | PowerPC 750CXe                                    |
| CPUクロック周波数 | 350/400MHz                                                     | 350/400/450/500MHz                                             | 400MHz                                            | 500/600MHz                                        | 500/600/700MHz                                    |
| 内蔵ディスプレイ  | 15インチCRT 最大1024x768ピクセル表示                           | 15インチCRT 最大1024x768ピクセル表示                           | 15インチCRT 最大1024x768ピクセル表示              | 15インチCRT 最大1024x768ピクセル表示              | 15インチCRT 最大1024x768ピクセル表示              |
| GPU               | RAGE 128 VR 8MB AGPx2                                          | RAGE 128 Pro 8MB AGPx2                                         | RAGE 128 Pro 8MB AGPx2                            | RAGE 128 Turbo 16MB AGPx2                         | RAGE 128 Turbo 16MB AGPx2                         |
| ビデオポート      | DVモデルのみ 標準 VGA 出力ポート（15 ピンミニ D-Sub コネクタ） | DVモデルのみ 標準 VGA 出力ポート（15 ピンミニ D-Sub コネクタ） | 標準 VGA 出力ポート（15 ピンミニ D-Sub コネクタ） | 標準 VGA 出力ポート（15 ピンミニ D-Sub コネクタ） | 標準 VGA 出力ポート（15 ピンミニ D-Sub コネクタ） |
| RAM               | PC100 SDRAM                                                    | PC100 SDRAM                                                    | PC100 SDRAM                                       | PC100 SDRAM                                       | PC100 SDRAM                                       |
| RAM               | 64MB、128MB                                                    | 64MB、128MB                                                    | 64MB、128MB                                       | 64MB、128MB                                       | 128MB、256MB                                      |
| RAM               | 最大512MB(非公式に1GB)                                         | 最大1GB                                                        | 最大1GB                                           | 最大1GB                                           | 最大1GB                                           |
| HDD               | 3.5インチ Ultra ATA66                                          | 3.5インチ Ultra ATA66                                          | 3.5インチ Ultra ATA66                             | 3.5インチ Ultra ATA66                             | 3.5インチ Ultra ATA66                             |
| HDD               | 6GB、10 GB、また13 GB                                          | 7GB、10GB、20GB、また30GB                                      | 10GB、20GB、また40GB                              | 10GB、20GB、また40GB                              | 20GB、40GB、また60GB                              |
| 光学ドライブ      | ?                                                              | DVD-ROMドライブ(最下位機種のみCD-ROMドライブ)                  | CD-ROMドライブ                                    | CD-RWドライブ                                     | CD-RWドライブ                                     |
| 内蔵モデム        | V90対応、56Kbps                                                | V90対応、56Kbps                                                | V90対応、56Kbps                                   | V90対応、56Kbps                                   | V90対応、56Kbps                                   |
| 内蔵イーサネット  | 10/100Base-T                                                   | 10/100Base-T                                                   | 10/100Base-T                                      | 10/100Base-T                                      | 10/100Base-T                                      |
| Wi-Fi             | IEEE802.11b AirMacカード対応（オプション）                     | IEEE802.11b AirMacカード対応（オプション）                     | IEEE802.11b AirMacカード対応（オプション）        | IEEE802.11b AirMacカード対応（オプション）        | IEEE802.11b AirMacカード対応（オプション）        |
| I/F               | （FireWireはDVモデルのみ）                                     | （FireWireはDVモデルのみ）                                     | -                                                 | -                                                 | -                                                 |
| I/F               | 6ピンのFireWire ポート (IEEE 1394) ×2、6Wまでの電源供給が可能  |                                                                |                                                   |                                                   |                                                   |
| I/F               | USB 1.1 ポート x 2                                             |                                                                |                                                   |                                                   |                                                   |
| サイズ            | H 38.1 x W 38.1 x D 43.5 cm                                    | H 38.1 x W 38.1 x D 43.5 cm                                    | H 38.1 x W 38.1 x D 43.5 cm                       | H 38.1 x W 38.1 x D 43.5 cm                       | H 38.1 x W 38.1 x D 43.5 cm                       |
| 重量              | 15.8kg                                                         | 15.8kg                                                         | 15.8kg                                            | 15.8kg                                            | 15.8kg                                            |
| OS                | Mac OS 8.6〜9.2.2                                              | Mac OS 9.0.x〜9.2.2                                            | Mac OS 9.1〜9.2.2                                 | Mac OS 9.1〜9.2.2                                 | Mac OS 9.2.2                                      |
| OS                | （Mac OS X v10.4.11までで稼働可能）                            |                                                                |                                                   |                                                   |                                                   |

### iMac G4 (Flat Panel)
詳しくはiMac G4を参照
2002年1月にMacworld Conference & Expo/San Francisco 2002で発表されたiMacは、それまでとは全く異なるデザインでモデルチェンジされた。半球型の本体から可動アームが伸び、その先に液晶ディスプレイが接続されたオールインワンパソコン。この可動アームによって液晶ディスプレイを自由な角度に調整することができる。スティーブ・ジョブズはこのiMacをsunflower（ヒマワリ）のようだと呼んだ。音質を重視した前モデルのコンセプトを引き継ぎ、本体にはデジタルアンプとモノラルスピーカを内蔵、デジタル接続のステレオスピーカが付属する。
発表当初は15インチディスプレイ搭載モデルのみであったが、2002年に17インチワイドディスプレイ、2003年には20インチワイドディスプレイを搭載したモデルがラインナップに追加された。
| 項目              | Flat Panel                                                                                       | May 03                                                                                           | Sep 03                                                                                           | USB 2.0                                                                                            |
| ----------------- | ------------------------------------------------------------------------------------------------ | ------------------------------------------------------------------------------------------------ | ------------------------------------------------------------------------------------------------ | -------------------------------------------------------------------------------------------------- |
| 内蔵ディスプレイ  | 15インチ TFT液晶ディスプレイ 1,024x768, 視野角水平120°x垂直90°, 輝度200cd/m2 コントラスト比300:1 | 15インチ TFT液晶ディスプレイ 1,024x768, 視野角水平120°x垂直90°, 輝度200cd/m2 コントラスト比300:1 | 15インチ TFT液晶ディスプレイ 1,024x768, 視野角水平120°x垂直90°, 輝度200cd/m2 コントラスト比300:1 | 15インチ TFT液晶ディスプレイ 1,024x768, 視野角水平120°x垂直90°, 輝度200cd/m2 コントラスト比300:1   |
| 内蔵ディスプレイ  | N/A                                                                                              | 17インチ TFT液晶ディスプレイ 1,440x900, 視野角水平120°x垂直90°, 輝度200cd/m2 コントラスト比300:1 | 17インチ TFT液晶ディスプレイ 1,440x900, 視野角水平120°x垂直90°, 輝度200cd/m2 コントラスト比300:1 | 17インチ TFT液晶ディスプレイ 1,440x900, 視野角水平120°x垂直90°, 輝度200cd/m2 コントラスト比300:1   |
| 内蔵ディスプレイ  | N/A                                                                                              | N/A                                                                                              | N/A                                                                                              | 20インチ TFT液晶ディスプレイ 1,680x1050, 視野角水平170°x垂直170°, 輝度230cd/m2 コントラスト比350:1 |
| CPU               | PowerPC 7450                                                                                     | PowerPC 7455                                                                                     | PowerPC 7455                                                                                     | PowerPC 7455                                                                                       |
| CPUクロック周波数 | 700MHz/800MHz                                                                                    | 800MHz/1GHz                                                                                      | 1GHz/1.25GHz                                                                                     | 1GHz/1.25GHz                                                                                       |
| GPU               | GeForce2 MX 32MB                                                                                 | GeForce2 MX 32MB                                                                                 | N/A                                                                                              | N/A                                                                                                |
| GPU               | N/A                                                                                              | GeForce4 MX 32MB/64MB                                                                            | GeForce4 MX 32MB/64MB                                                                            | GeForce4 MX 32MB/64MB                                                                              |
| GPU               | N/A                                                                                              | N/A                                                                                              | GeForce FX 5200 Ultra 64MB                                                                       | GeForce FX 5200 Ultra 64MB                                                                         |
| ビデオ            | ミニVGA 出力ポート                                                                               | ミニVGA 出力ポート                                                                               | ミニVGA 出力ポート                                                                               | ミニVGA 出力ポート                                                                                 |
| オーディオ        | 内蔵スピーカ、内蔵18Ｗデジタルアンプ、 Apple Pro Speakers用ミニジャック                          | 内蔵スピーカ、内蔵18Ｗデジタルアンプ、 Apple Pro Speakers用ミニジャック                          | 内蔵スピーカ、内蔵18Ｗデジタルアンプ、 Apple Pro Speakers用ミニジャック                          | 内蔵スピーカ、内蔵18Ｗデジタルアンプ、 Apple Pro Speakers用ミニジャック                            |
| RAM               | PC100 SDRAM, 128MB/256MB 最大1GB                                                                 | PC100 SDRAM, 128MB/256MB 最大1GB                                                                 | PC100 SDRAM, 128MB/256MB 最大1GB                                                                 | PC100 SDRAM, 128MB/256MB 最大1GB                                                                   |
| HDD               | 40GB、また60GB 3.5インチ Ultra ATA100                                                            | 60GB、また80GB 3.5インチ Ultra ATA100                                                            |                                                                                                  | 80GB 3.5インチ Ultra ATA100                                                                        |
| 光学ドライブ      | CD-RWドライブまたは ComboDrive（DVD-ROM/CD-RW）またはSuperDrive（DVD-R/CD-RW）                   | CD-RWドライブまたは ComboDrive（DVD-ROM/CD-RW）またはSuperDrive（DVD-R/CD-RW）                   | CD-RWドライブまたは ComboDrive（DVD-ROM/CD-RW）またはSuperDrive（DVD-R/CD-RW）                   | CD-RWドライブまたは ComboDrive（DVD-ROM/CD-RW）またはSuperDrive（DVD-R/CD-RW）                     |
| モデム            | V90対応、56Kbps                                                                                  | V90対応、56Kbps                                                                                  | V90対応、56Kbps                                                                                  | V90対応、56Kbps                                                                                    |
| LAN               | 10/100Base-T                                                                                     | 10/100Base-T                                                                                     | 10/100Base-T                                                                                     | 10/100Base-T                                                                                       |
| Wi-Fi             | AirMacカード対応（オプション）                                                                   | AirMac Extremeカード対応ととBluetoothの内部サポート（オプション）                                | AirMac Extremeカード対応ととBluetoothの内部サポート（オプション）                                | AirMac Extremeカード対応ととBluetoothの内部サポート（オプション）                                  |
| I/F               | 6ピンのFireWire ポート (IEEE 1394) ×2 (合計で8Wまでの電源供給が可能) USB 1.1 ポート x 3          | 6ピンのFireWire ポート (IEEE 1394) ×2 (合計で8Wまでの電源供給が可能) USB 1.1 ポート x 3          | 6ピンのFireWire ポート (IEEE 1394) ×2 (合計で8Wまでの電源供給が可能) USB 1.1 ポート x 3          | 6ピンのFireWire ポート (IEEE 1394) ×2 (合計で8Wまでの電源供給が可能) USB 2.0 ポート x 3            |
| 重量              | 15インチモデル 9.7kg                                                                             | 15インチモデル 9.7kg                                                                             | 15インチモデル 9.7kg                                                                             | 15インチモデル 9.7kg                                                                               |
| 重量              | N/A                                                                                              | 17インチモデル 10.4kg                                                                            | 17インチモデル 10.4kg                                                                            | 17インチモデル 10.4kg                                                                              |
| 重量              | N/A                                                                                              | N/A                                                                                              | N/A                                                                                              | 20インチモデル 18.2kg                                                                              |
| OS                | Mac OS 9.1〜9.2.2 （Mac OS X v10.4.11までで稼働可能）                                            | Mac OS X v10.2〜Mac OS X v10.5.8                                                                 | Mac OS X v10.2〜Mac OS X v10.5.8                                                                 | Mac OS X v10.2〜Mac OS X v10.5.8                                                                   |

### iMac G5
詳しくはiMac G5を参照

#### iMac G5
2004年8月31日に、液晶一体型で薄型の本体となった17インチ（1,440×900ドット、厚みは約5センチ）2モデル、ならびに20インチ（1,680×1,050ドット、厚みは約6センチ）1モデルのiMac G5合計3モデルを発表した。 CPUにはPowerPC 970の1.6GHz, 1.8GHz、GPUにはGeForce 5200 Ultraが採用された。一見、ディスプレイに見える筐体は、1つのアルミ製のスタンドで支えられており、筐体の角度を-5度から25 度まで傾けることができる。
| 項目                              | 17インチ：1.6GHz                                                                   | 17インチ：1.8GHz                                                                   | 20インチ：1.8GHz                                                                   |
| --------------------------------- | ---------------------------------------------------------------------------------- | ---------------------------------------------------------------------------------- | ---------------------------------------------------------------------------------- |
| LCD                               | 17インチワイドスクリーン（1440×900ピクセル）                                       | 17インチワイドスクリーン（1440×900ピクセル）                                       | 20インチワイドスクリーン（1680×1050ピクセル）                                      |
| CPU                               | PowerPC 970FX                                                                      | PowerPC 970FX                                                                      | PowerPC 970FX                                                                      |
| CPUクロック周波数                 | 1.6GHz                                                                             | 1.8GHz                                                                             | 1.8GHz                                                                             |
| 二次キャッシュ                    | 256KB                                                                              | 256KB                                                                              | 256KB                                                                              |
| フロントサイドバス                | 533MHz                                                                             | 600MHz                                                                             | 600MHz                                                                             |
| メモリ                            | 256MB 400MHz DDR SDRAM                                                             | 256MB 400MHz DDR SDRAM                                                             | 256MB 400MHz DDR SDRAM                                                             |
| GPU                               | GeForce 5200 Ultra（64MB、AGP 8X接続）                                             | GeForce 5200 Ultra（64MB、AGP 8X接続）                                             | GeForce 5200 Ultra（64MB、AGP 8X接続）                                             |
| Serial ATA ハードディスクドライブ | 80GB                                                                               | 80GB                                                                               | 160GB                                                                              |
| 光学ドライブ                      | スロットローディング方式                                                           | スロットローディング方式                                                           | スロットローディング方式                                                           |
| 光学ドライブ                      | ComboDrive（DVD-ROM/CD-RW）                                                        | 8倍速SuperDrive（DVD-RW/CD-RW）                                                    | 8倍速SuperDrive（DVD-RW/CD-RW）                                                    |
| I/F                               | 2基のFireWire 400、3基のUSB 2.0                                                    | 2基のFireWire 400、3基のUSB 2.0                                                    | 2基のFireWire 400、3基のUSB 2.0                                                    |
| ネットワーク                      | 10/100BASE-T Ethernet                                                              | 10/100BASE-T Ethernet                                                              | 10/100BASE-T Ethernet                                                              |
| ワイヤレス                        | AirMac ExtremeワイヤレスネットワーキングとBluetoothの内部サポート（CTOオプション） | AirMac ExtremeワイヤレスネットワーキングとBluetoothの内部サポート（CTOオプション） | AirMac ExtremeワイヤレスネットワーキングとBluetoothの内部サポート（CTOオプション） |

#### iMac G5 (Ambient Light Sensor)
2005年5月3日に、CPUを1.8GHz, 2.0GHz、GPUをRadeon 9600搭載へと性能をアップしたiMac G5 (Ambient Light Sensor) シリーズを発表。
| 項目                              | 17インチ：1.8GHz                                        | 17インチ：2.0GHz                                        | 20インチ：2.0GHz                                        |
| --------------------------------- | ------------------------------------------------------- | ------------------------------------------------------- | ------------------------------------------------------- |
| ディスプレイ                      | 17インチワイドスクリーンTFT液晶（1440×900ピクセル）     | 17インチワイドスクリーンTFT液晶（1440×900ピクセル）     | 20インチワイドスクリーンTFT液晶（1680×1050ピクセル）    |
| CPU                               | PowerPC 970FX                                           | PowerPC 970FX                                           | PowerPC 970FX                                           |
| CPUクロック周波数                 | 1.8GHz                                                  | 2.0GHz                                                  | 2.0GHz                                                  |
| 二次キャッシュ                    | 512KB                                                   | 512KB                                                   | 512KB                                                   |
| フロントサイドバス                | 600MHz                                                  | 667MHz                                                  | 667MHz                                                  |
| メモリ                            | 512MB 400MHz DDR SDRAM                                  | 512MB 400MHz DDR SDRAM                                  | 512MB 400MHz DDR SDRAM                                  |
| GPU                               | ATI Radeon 9600（128MB、AGP 8X接続）                    | ATI Radeon 9600（128MB、AGP 8X接続）                    | ATI Radeon 9600（128MB、AGP 8X接続）                    |
| Serial ATA ハードディスクドライブ | 160GB                                                   | 160GB                                                   | 250GB                                                   |
| 光学ドライブ                      | スロットローディング方式                                | スロットローディング方式                                | スロットローディング方式                                |
| 光学ドライブ                      | 24倍速ComboDrive（DVD-ROM/CD-RW）                       | 8倍速SuperDrive (DVD+R DL/DVD±RW/CD-RW)                 | 8倍速SuperDrive (DVD+R DL/DVD±RW/CD-RW)                 |
| I/O                               | FireWire 400 x2、USB 2.0 x3                             | FireWire 400 x2、USB 2.0 x3                             | FireWire 400 x2、USB 2.0 x3                             |
| ネットワーク                      | 10/100/1000BASE-T（ギガビット）Ethernet                 | 10/100/1000BASE-T（ギガビット）Ethernet                 | 10/100/1000BASE-T（ギガビット）Ethernet                 |
| ワイヤレス                        | AirMac ExtremeワイヤレスネットワーキングとBluetooth内蔵 | AirMac ExtremeワイヤレスネットワーキングとBluetooth内蔵 | AirMac ExtremeワイヤレスネットワーキングとBluetooth内蔵 |

#### iMac G5 (iSight)
2005年10月12日に、アーキテクチャをPCI Express/DDR2 SDRAMベースに一新しiSightを内蔵した、iMac G5 (iSight) シリーズを発表。 筐体の構造と内部設計を全面変更し冷却性能が大幅に改善された。これがiMacシリーズ最後のPowerPC搭載機になり、その後外見を全く変えずにインテルのCPUを搭載したiMacの誕生となる。
参照：iMac G5 （iSight）ユーザーズガイド
| 項目               | 17インチ | 20インチ |
| ------------------ | --- | --- |
| ディスプレイ       | 17インチワイドスクリーンTFT液晶、1440×900ピクセルで約1,670万色表示                                                                     | 20インチワイドスクリーンTFT液晶、1680×1050ピクセルで約1,670万色表示                                                                    |
| ビデオカメラ       | iSight内蔵 | iSight内蔵 |
| CPU                | PowerPC 970FX | PowerPC 970FX |
| CPUクロック周波数  | 1.9GHz | 2.1GHz |
| 二次キャッシュ     | 512KB | 512KB |
| フロントサイドバス | 633MHz | 700MHz |
| メモリ             | オンボード512MB DDR2-4200 SDRAM（最大2.5GB）                                                                                           | オンボード512MB DDR2-4200 SDRAM（最大2.5GB）                                                                                           |
| GPU                | Radeon X600 Pro（128MB DDR SDRAM、PCI-Express対応）                                                                                    | Radeon X600 XT（128 DDR SDRAM、PCI-Express対応） CTOオプションで256MB                                                                  |
| HDD                | 3.5インチSerial ATA 160GB | 3.5インチSerial ATA 250GB |
| 光学ドライブ       | スロットローディング 8倍速 SuperDrive                                                                                                  | スロットローディング 8倍速 SuperDrive                                                                                                  |
| I/O                | FireWire 400 ×2、USB 2.0 ×3、VGA出力（アダプタが必要）、S-Videoおよびコンポジットビデオ出力（アダプタが必要）                          | FireWire 400 ×2、USB 2.0 ×3、VGA出力（アダプタが必要）、S-Videoおよびコンポジットビデオ出力（アダプタが必要）                          |
| オーディオ         | - 内蔵ステレオスピーカー - 内蔵マイクロフォン - ヘッドフォン/光デジタルオーディオ出力ミニジャック - ステレオライン音声入力ミニジャック | - 内蔵ステレオスピーカー - 内蔵マイクロフォン - ヘッドフォン/光デジタルオーディオ出力ミニジャック - ステレオライン音声入力ミニジャック |
| ネットワーク       | 10/100/1000BASE-T（ギガビット）Ethernet                                                                                                | 10/100/1000BASE-T（ギガビット）Ethernet                                                                                                |
| Wi-Fi              | 54Mbps AirMac Extreme内蔵（IEEE 802.11g仕様に準拠、Wi-Fi認定）                                                                         | 54Mbps AirMac Extreme内蔵（IEEE 802.11g仕様に準拠、Wi-Fi認定）                                                                         |
| Bluetooth          | Bluetooth 2.0+EDR（Enhanced Data Rate）モジュール内蔵                                                                                  | Bluetooth 2.0+EDR（Enhanced Data Rate）モジュール内蔵                                                                                  |
| Apple Remote       | 内蔵 | 内蔵 |
| サイズ             | W426 × D173 × H430mm | W493 × D189 × H472mm |
| 重量               | 7kg | 10kg |

### iMac (Intelベース)
iMac (インテルベース)を参照

### iMac（Appleシリコン）
iMac (Appleシリコンベース)を参照